# Rigoberto Aguirre
Rigoberto Aguirre Coello (Guayaquil, Guayas, Ecuador, 8 de diciembre de 1906 - 13 de julio de 1972) fue un futbolista y dirigente ecuatoriano. Fue uno de los fundadores del Barcelona Sporting Club y su primer portero, años después fue presidente del club.  
Fue el 19° Presidente del Barcelona en el cual fue campeón en 1966, pero siempre estuvo vinculado como Directivo en los años 30' y 40'.

## Clubes
| Club      | País    | Año       |
| --------- | ------- | --------- |
| Barcelona | Ecuador | 1925-1932 |

- Datos: Q25406668